# Mühlberg Elbebrücke
Elbebrücke Mühlberg er en 690 meter lang vejbro, som går over Elben ved Mühlberg. 
Broen blev indviet i december 2008 efter projektet påbegyndtes i marts 2006. 
Broen måler 690,5 meter og krydser grænsen mellem delstaterne Brandenburg og Sachsen.
51°26′20″N 13°11′32″Ø / 51.4389°N 13.1922°Ø